# Liste der Monuments historiques in Ajaccio
Die Liste der Monuments historiques in Ajaccio führt die Monuments historiques in der französischen Stadt Ajaccio auf.

## Liste der Bauwerke
| Bezeichnung                           | Beschreibung | Standort                          | Kennzeichnung | Schutzstatus | Datum | Bild |
| ------------------------------------- | ------------ | --------------------------------- | ------------- | ------------ | ----- | ---- |
| Haus der Milelli                      |              | Chemin des Milelli (Lage)         | PA00099065    | Classé       | 1958  |      |
| Hôtel Cyrnos Palace                   |              | (Lage)                            | PA00099135    | Inscrit      | 1990  |      |
| Kathedrale Notre-Dame-de-l’Assomption |              | (Lage)                            | PA00099058    | Classé       | 1906  |      |
| Kirche Notre-Dame-du-Mont-Carmel      |              | Route des Sanguinaires (Lage)     | PA00099059    | Inscrit      | 1927  |      |
| Palais Lantivy                        |              | (Lage)                            | PA00099128    | Inscrit      | 1990  |      |
| Chapelle Impériale                    |              | (Lage)                            | PA00099060    | Classé       | 1924  |      |
| Hôtel de Ville                        |              | (Lage)                            | PA00099127    | Inscrit      | 1990  |      |
| Zitadelle Ajaccio                     |              | (Lage)                            | PA00099062    | Inscrit      | 1975  |      |
| Maison Bonaparte                      |              | (Lage)                            | PA00099066    | Classé       | 1924  |      |
| Ehemaliges Lazarett Aspreto           |              | Rue du Lazaret (Lage)             | PA00099064    | Inscrit      | 1977  |      |
| Baptisterium Saint Jean               |              | (Lage)                            | PA2A000004    | Inscrit      | 2009  |      |
| Palais Fesch                          |              | 48 bis, rue Cardinal-Fesch (Lage) | PA00099071    | Classé       | 200   |      |
| Maison Peraldi                        |              | 18, rue Forcioli-Conti (Lage)     | PA00099067    | Classé       | 1985  |      |
| Oratoire Saint-Jean-Baptiste          |              | Rue du Roi-de-Rome (Lage)         | PA00099068    | Inscrit      | 1985  |      |
| Ehemaliger Bischofspalast             |              | 24, rue Bonaparte (Lage)          | PA00099070    | Inscrit      | 1984  |      |
| Gebäude                               |              | 9, rue Bonaparte (Lage)           | PA00099141    | Inscrit      | 1992  |      |
| Oratoire Saint-Roch                   |              | Rue Cardinal-Fesch (Lage)         | PA00099069    | Inscrit      | 1985  |      |
| Ehemalige Manufaktur Alban            |              | 89, cours Napoléon (Lage)         | PA00099142    | Inscrit      | 1992  |      |
| Gebäude, genannt Château Conti        |              | 20B, Cours Grandval (Lage)        | PA00099063    | Inscrit      | 1984  |      |
| Kirche St-Erasme                      |              | 22, rue Forcioli-Conti (Lage)     | PA00099061    | Classé       | 1993  |      |
| Grand Hôtel Continental               |              | Cours Grandval (Lage)             | PA00099134    | Inscrit      | 1992  |      |

## Liste der Objekte
- Monuments historiques (Objekte) in Ajaccio in der Base Palissy des französischen Kultusministeriums